# Solenopsis solenopsidis
Solenopsis solenopsidis là một loài kiến thuộc họ insect Formicidae. Đây là loài đặc hữu của Argentina.